# マンガアーカイブ機構
一般社団法人マンガアーカイブ機構（いっぱんしゃだんほうじんマンガアーカイブきこう）は、2023年5月1日に設立された、日本の漫画のアーカイブ保存を目的とする団体。横手市増田まんが美術館内に設置されている。

## 設立
横手市増田まんが美術館の館長である大石卓と、講談社の専務取締役である森田浩章によって設立された。漫画の出版社15社からなる「コミック出版社の会」が後援しており、特に大手である講談社、集英社、小学館、KADOKAWAはそれぞれ1000万円ずつ出資している。

## 活動
京都府を含む全国の漫画を保存する施設のスペースの拡大などに取り組む。5年間で36万枚の漫画原画を収蔵することを目標としている。